# Cámara de Representantes de Bolivia
La Cámara de Representantes fue la 
cámara baja del Congreso de la República de Bolivia. Sus funciones y atribuciones se establecían en las Constituciones de 1831 a 1861 y de 1868 a 1871 y en sus reglamentos internos. La Cámara de Representantes es la antecesora de la Cámara de Diputados.

## Historia
La primera Constitución boliviana de 1826, establecía un sistema 
tricameral; el cuerpo legislativo estaba compuesto por una Cámara de Tribunos, de Senadores y de Censores. 
La reforma constitucional de 1831, fijó que el poder legislativo reunido en un Congreso estuviese compuesto por el Senado y la Cámara de Representantes.
En 1861, la Asamblea realiza la séptima reforma a la Constitución y establecía que el Congreso sea denominado Asamblea y ésta sólo esté compuesta por una sola cámara, la de Diputados. Luego de ocho años, el legislativo vuelve a conformarse por Representantes y Senadores. Finalmente, en 1871, la Asamblea vuelve a ser unicameral. 
La Cámara de Representantes estuvo en funciones aproximadamente treinta y tres años. 

## Requisitos para acceder al cargo
Los requisitos para ser elegido Representante variaba según la Constitución; sin embargo, las que se mantuvieron fueron: ser boliviano de nacimiento, residir en su departamento con anterioridad al día de la elección, contar con veinticinco años de edad y no tener sentencia judicial. 

## Elección
La conformación de la Cámara de Representantes dependía de la Constitución y las leyes. 
Los Representantes ejercían el cargo durante cuatro años, renovándose la mitad de ellos cada dos años. Desde 1839 se permitió la reelección y la renuncia de los legisladores. 
Representantes por habitantes:
- 1831-1834: 1 Representante por 40 mil y otro por 20 mil habitantes.

- 1839: 1 Representante por 40 mil y otro por 12 mil habitantes.

- 1843: 1 Representante por 40 mil habitantes y otro definido por la Ley.

- 1851: 1 Representante por 30 mil y otro por 20 mil habitantes.

- 1868: 1 Representante según la determinación de la Ley.

## Funciones
La Representantes tenían entre sus atribuciones: proponer leyes, proponer a los Magistrados de la Corte Suprema de Justicia y de las Cortes Superiores, y acusar ante el Senado al Presidente, Vicepresidente, Ministros de Estado y Magistrados de la Corte Suprema por delitos cometidos durante su ejercicio en el cargo. 